# Protonemura lateralis
Protonemura lateralis är en bäcksländeart som först beskrevs av Pictet, F.J. 1836.  Protonemura lateralis ingår i släktet Protonemura och familjen kryssbäcksländor. Inga underarter finns listade i Catalogue of Life.